# Аршад Махмуд (хокеїст на траві)
Аршад Махмуд (1 листопада 1947) — пакистанський хокеїст на траві.
Бронзовий призер Олімпійських Ігор 1976 року.